# Distichophyllum aciphyllum
Distichophyllum aciphyllum är en bladmossart som beskrevs av Hugh Neville Dixon 1935. Distichophyllum aciphyllum ingår i släktet Distichophyllum och familjen Hookeriaceae. Inga underarter finns listade i Catalogue of Life.